# Roscheider Hof Open Air Museum

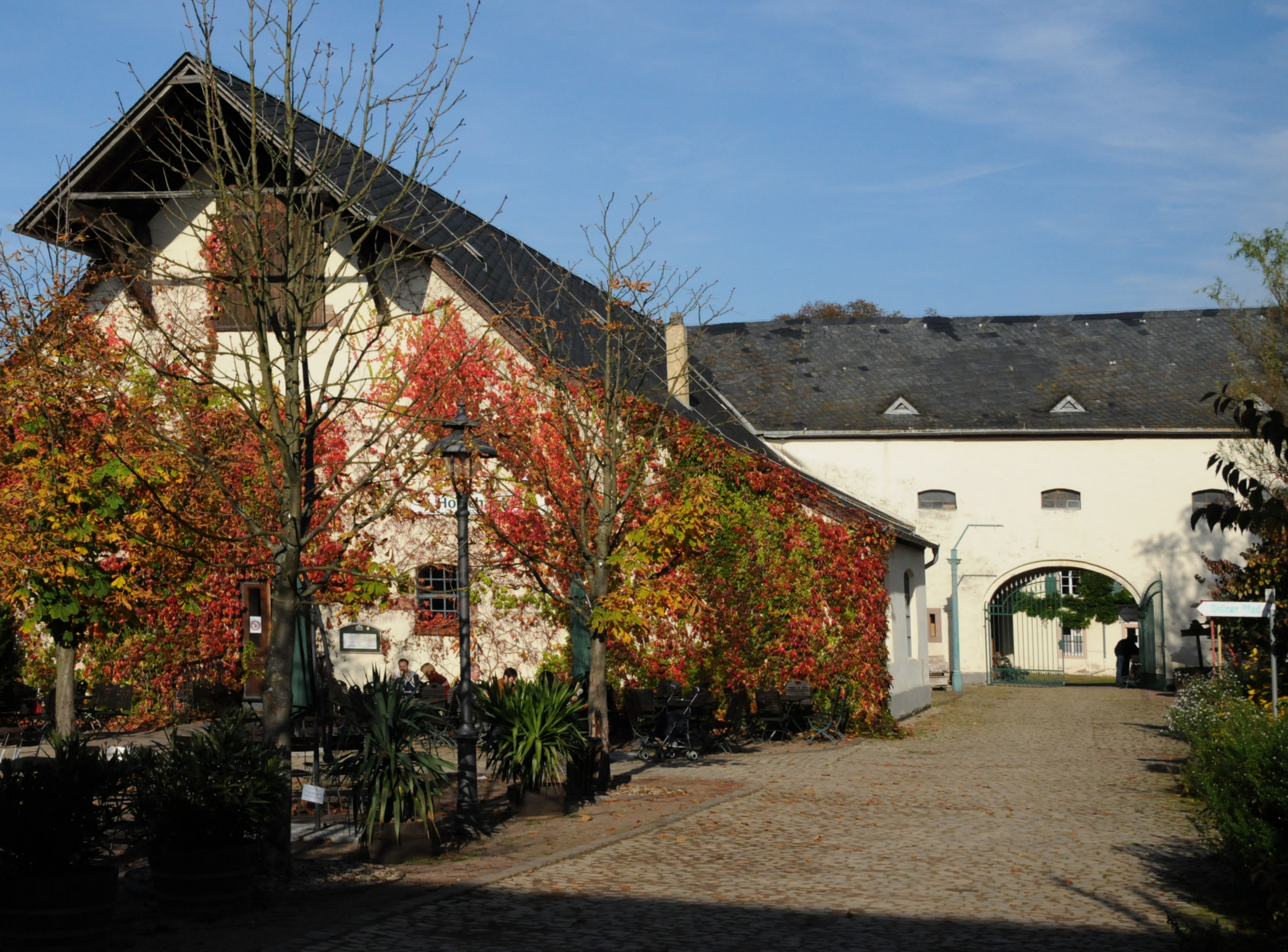
Edificio principal

El Roscheider Hof Open Air Museum (Volkskunde- und Freilichtmusum Roscheider Hof) es un museo alemán en la ciudad de Konz (Renania-Palatinado) que fue abierto en el año 1976. Está situado en una colina sobre el valle del Mosela en el barrio Konz-Roscheid. Los visitantes pueden ver varias exposiciones sobre la cultura rural de la región circundante a los ríos Mosela y Sarre (Eifel, Hunsrück, Sarre y también partes de Luxemburgo y Lorena, Francia). Con una superficie de exposición de 4000 m²y un campo abierto de 20 ha es uno de los museos más grandes de este tipo en Alemania. Las exposiciones Mundo pequeño de estaño, Juguetes de todo el mundo y Placas de hierro son especialmente importantes. El museo está patricionado por el Verein Volkskunde- und Freilichtmuseum Roscheider Hof Konz e.V., una asociación sin ánimo de lucro con más de 1000 miembros.

## Historia

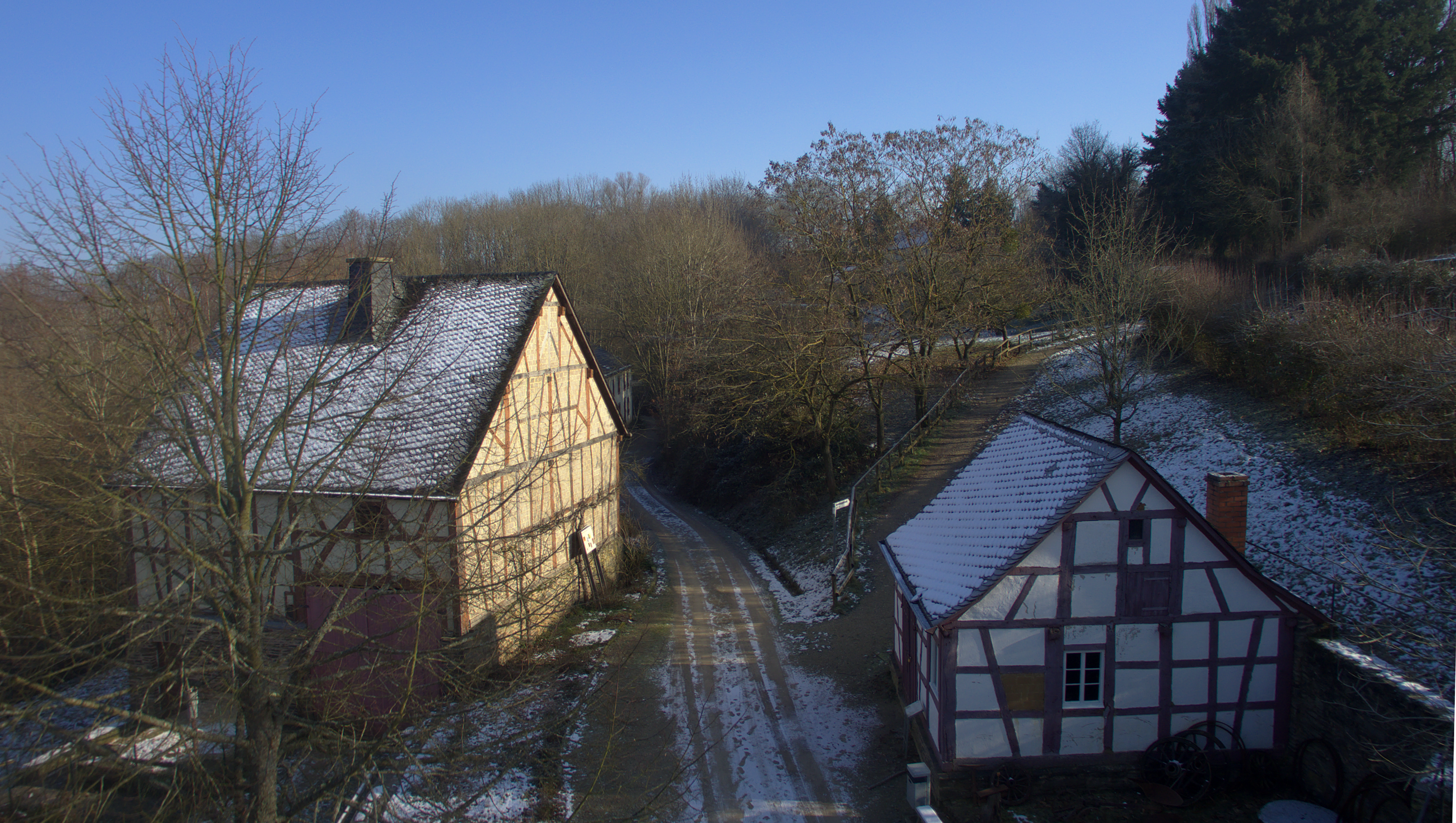
Pueblo de Hunsrück

El edificio principal del museo fue documentado por primera vez en el año 1330 y era una finca del monasterio St. Matthias hasta el año 1802. Después de la entrada del ejército de Francia en el año 1794 pertenecía al estado francés, que licitó la finca a uno de sus militares, un amigo de Karl Marx. Con los años la finca pasó de propiedad en propiedad y finalmente fue comprado por la ciudad de Konz en el año 1969 con el fin de crear un barrio nuevo y utilizar el terreno para construir un museo al aire libre. 
El museo fue fundado en el año 1973 y abierto en 1976. La persona principal en el proceso de la construcción era Ralf Robischon, arquitecto y profesor de la Bauschule Trier (hoy Hochschule Trier). Al mismo tiempo se inició la construcción de pueblos históricos, campos y huertos frutales 
en la parte exterior.

## Hoy

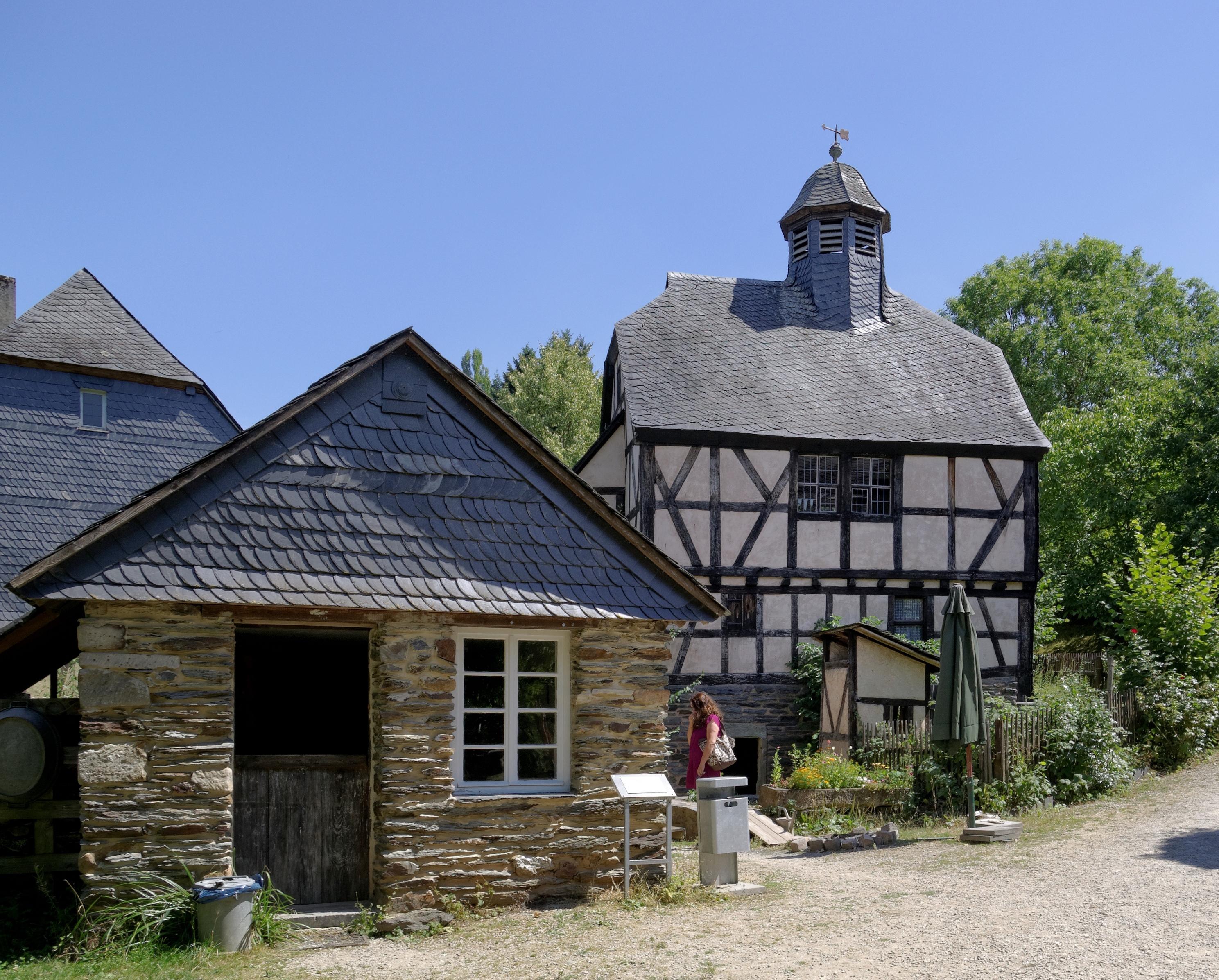
Panadería y el Ayuntamiento

En el edificio principal hoy se encuentran las exposiciones sobre los usos y costumbres de esta región, tales como la vinicultura, la destilación, habitaciones y dormitorios de varias épocas, el lavado, la cocina y también el catolicismo. En dos pasillos se presentan 20 tiendas, empresas, consultorios, un colegio y un banco. A todo esto el museo tiene la segunda colección más grande del mundo de figuras de estaño, una colección de juguetes de todo el mundo y una colección de placas de hierro (cuales se utilizaban en hornos). 
La atracción principal en la parte exterior es el Hunsrückweiler, un pueblo auténtico con casas de paredes entramadas procedentes del Hunsrück e incluso una casa que antes fue utilizada como campo de detención. Además hay un almacén donde se presenta la historia del transporte 
ferroviario de la región. El entorno está decorado por huertos frutales, una rosaleda, un jardín de hierbas y un parque infantil. La asociación de apicultores tiene un abejar en el terreno del museo.

## Actividades
Todos los años se organizan exposiciones especiales, presentaciones de grupos de recreación histórica y varios festejos igual para niños y adultos. 

## Galería

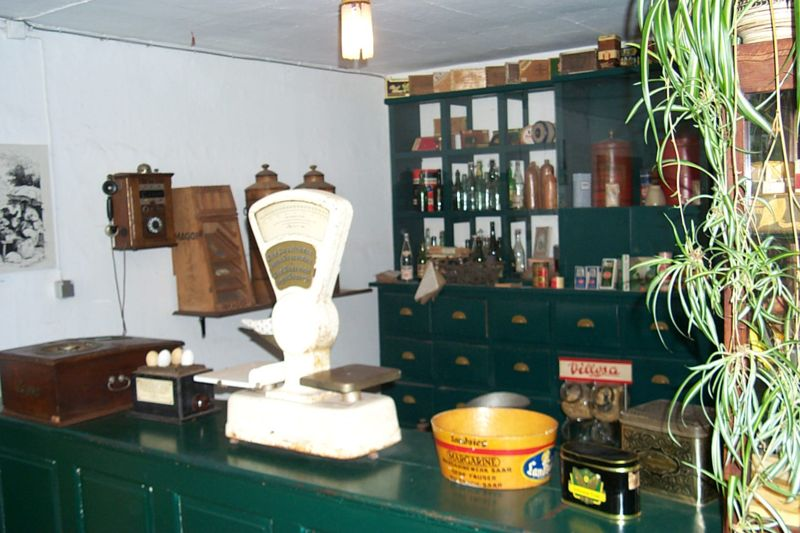
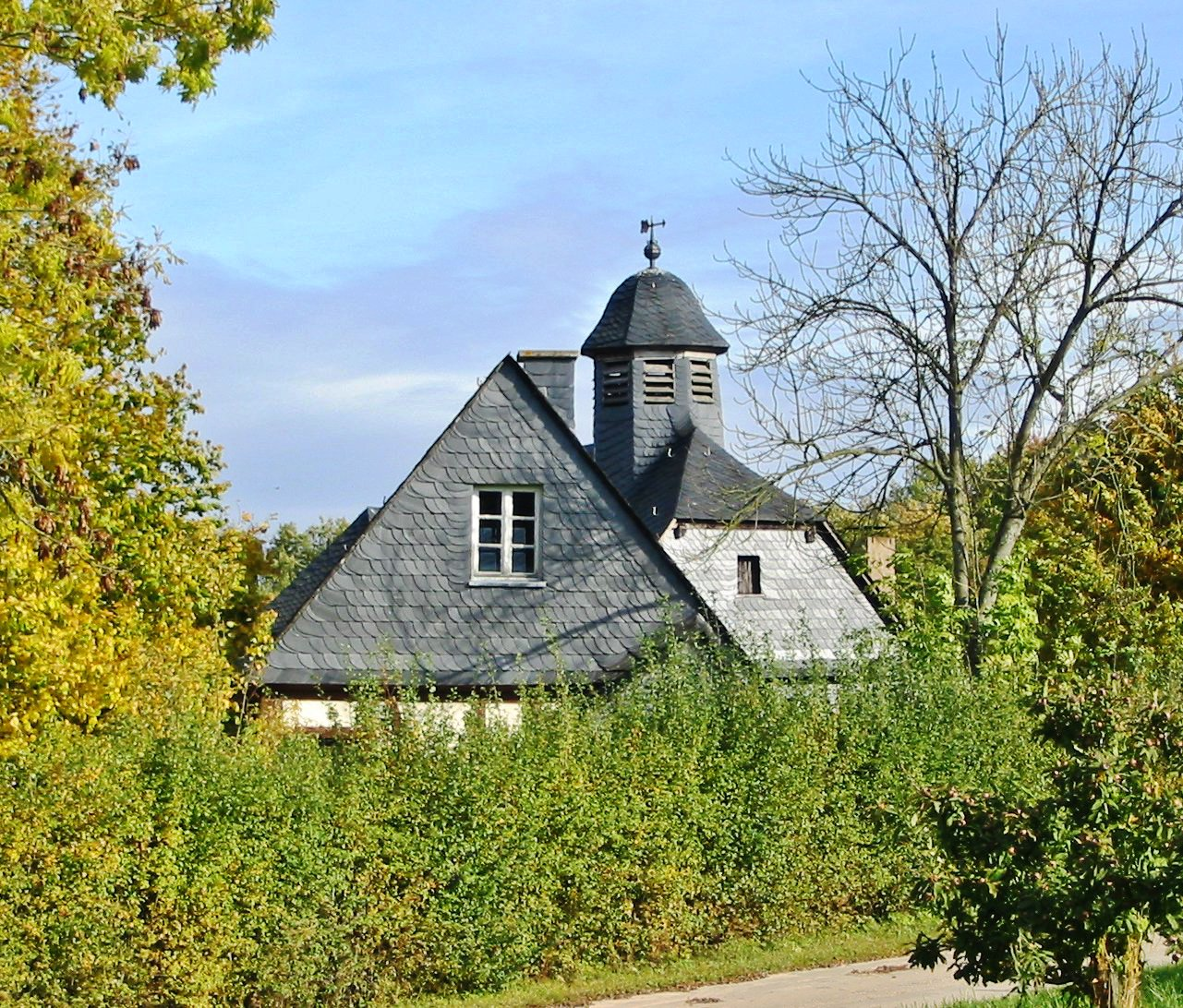
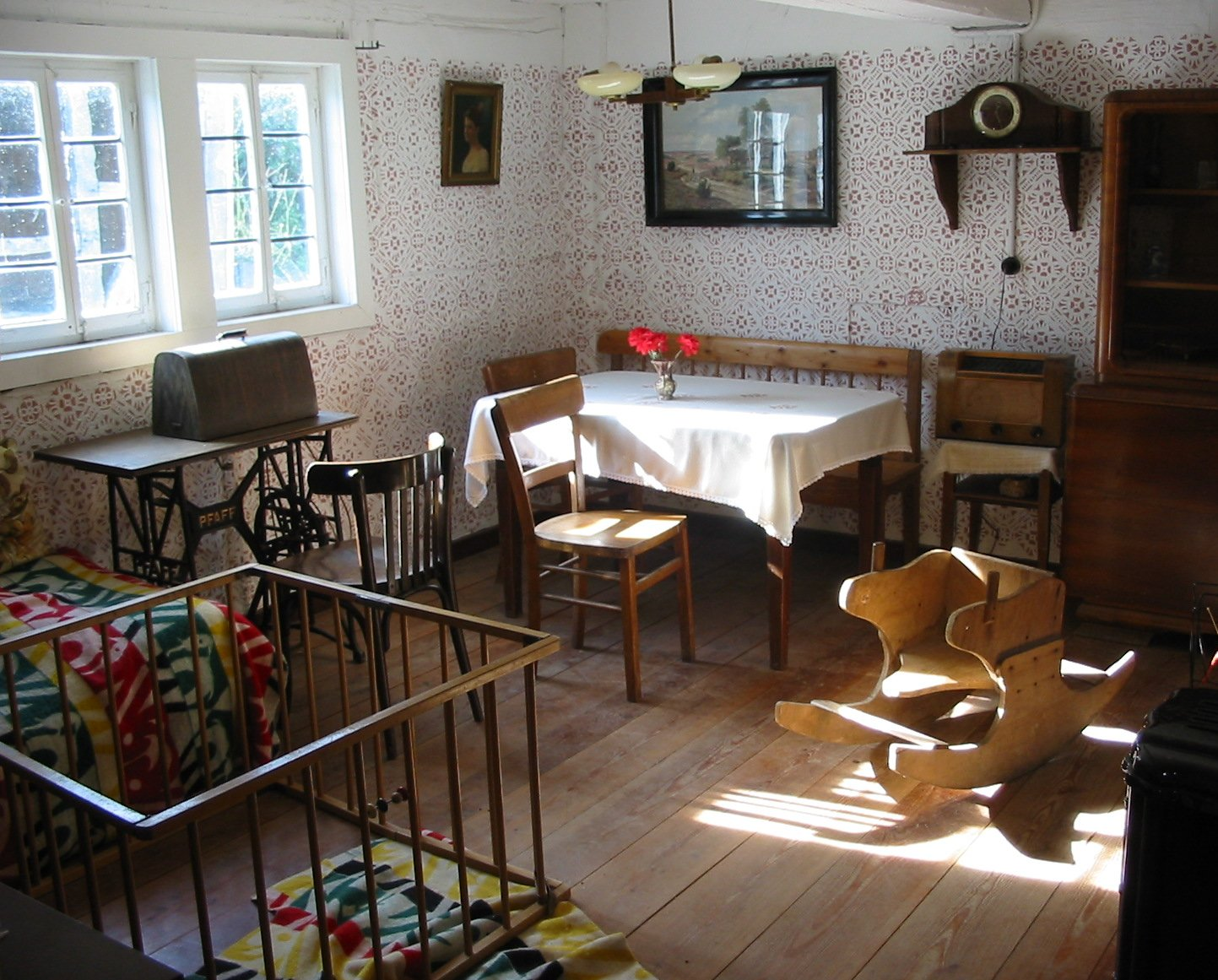
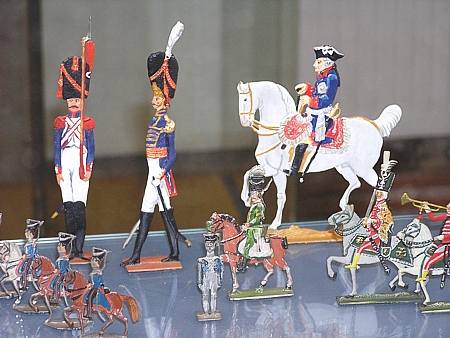